# Kelly Nichols
Kelly Nichols (Covina, California; 8 de junio de 1956) es una actriz pornográfica retirada estadounidense.

## Biografía
Kelly Nichols, nombre artístico de Marianne Walter, nació en la localidad californiana de Covina, siendo la mayor de cinco hermanos. Comenzó a trabajar como modelo de desnudos para pagarse la matrícula del Art Center College of Design de Pasadena (California), después de acabar la escuela secundaria. Interpretó pequeños papeles en películas que salieron en la gran pantalla, siendo destacado su papel como doble de cuerpo de Jessica Lange en la versión de 1976 de King Kong. Sirvió brevemente en el Cuerpo de Marines de los Estados Unidos
Después de conocer a William Margold y Chuck Vincent, Nichols comenzó su carrera en la industria pornográfica como actriz en 1980, con 21 años, siendo su primera película That Lucky Stiff. Como actriz, trabajó para estudios como London Video, Arrow, VCA Pictures, Cal Vista, Hustler Video, Visual Images, New Era, Caballero, Wicked Pictures, Metro, Adam & Eve, Girlfriends Films, Wildlife o Fat Dog, entre otros.
En 1983 se llevó el premio a la Mejor actriz de la Asociación de Cine para Adultos de América por In Love.
En dos ocasiones no consecutivas (1984 y 1986) estuvo nominada en los Premios AVN en la categoría de Mejor actriz por las cintas Puss 'n Boots y Great Sexpectations.
Durante la década de 1990 comenzó a tener roles no sexuales en la mayoría de sus películas pornográficas, apartándose notablemente en los años 2000 para centrarse en el campo del maquillaje dentro de la propia industria. Ya en 1995, su nombre fue incluido en el Salón de la fama de los Premios AVN. En 2009 reapareció en la película Seasoned Players 8. Decidió retirarse en 2010, tres décadas después de su debut y con un total de 179 películas como actriz.
Algunas películas suyas fueron Bon Appetit, Dirty Girls, Formula 69, Games Women Play, Heaven's Touch, Last Will and A Sex Tape, Mistress, Nasty Girls, Once Upon a Secretary, Painful Mistake, Sex Boat o Society Affairs.

## Premios y nominaciones
| Año  | Ceremonia    | Resultado | Premio                        | Trabajo             |
| ---- | ------------ | --------- | ----------------------------- | ------------------- |
| 1983 | AFAA Awards  | Ganadora  | Mejor actriz                  | In Love             |
| 1984 | Premios AVN  | Nominada  | Mejor actriz                  | Puss 'n Boots       |
| 1985 | AFAA Awards  | Nominada  | Mejor actriz                  | Great Sexpectations |
| 1985 | Premios XRCO | Nominada  | Estrella femenina del año     | —                   |
| 1985 | Premios XRCO | Nominada  | Mejor escena de sexo en grupo | Great Sexpectations |
| 1985 | Premios XRCO | Nominada  | Mejor escena extravagante     | Great Sexpectations |
| 1986 | Premios AVN  | Nominada  | Mejor actriz                  | Great Sexpectations |